# 半井
半井株式会社（なからい）は、京都府京都市中京区堀川通三条上ルに本社を置く主に医薬品・医療機器の卸売りを扱う企業であった。「井筒屋」の号を称する暖簾集団に属する半井萬紹商店を前身としている。「中川安」「中川薬品」「嶋路」は暖簾分けされた分家にあたる。

## 概要
- 設立 昭和9年3月
- 資本金 1200万円
- 代表取締役社長 半井利弥

## 営業所
- 京都市・彦根市・高槻市

## 主な取引メーカー
- 武田薬品
- 日本新薬
- 明治製菓
- 中外製薬
- 興和新薬

### 暖簾
- 江戸時代の幕藩体制時では、思いつきで急に商売を始めることは不可能であった。1つの家系のように、暖簾同族集団の構成メンバーとして垂直的結合で同業社会に存在していた。また一方、家業としては同業の組の構成単位として、水平的な関係でその業界に位置していた。この水平的結合の母体となるものは、江戸時代から明治時代初期まで続いた薬種仲買仲間という一種の同業組合であり、これは第2次世界大戦後の協同組合へとつながった。縦の関係でのれんの同族集団があり、横の関係で仲間(組)があった。

### 井筒屋
- 殿村一統がつけた屋号であり、半井萬紹商店(井萬)は別家したものであり井筒屋を称した。井筒屋は井長(殿村勝三郎・明治30年廃家)が本家で井安(半井半兵衛・明治後期廃業)と井政(山本政平・明治4年別家)に別れ井政は戸田繁・井源・西村寅一・田中大作へと別家していく。井安は井萬(半井萬紹・弦化4年分家)・近藤誠助(明治後期別家)・植木余一(大正初期別家)に別家した。

### 別家
- 独立自営の資本をもらった主家の分身であり、江戸時代には主家の屋号をもらい、その脇店として独立した。明治以降になると同業者の増加から競争の激しい店持ちを嫌って、引き続き店に勤務するものが増加した。しかし、この場合でも、礼服一式と寝具類を主家からもらって所帯をもち、一応独立の形をとって「通い」となる。そして暖簾分けの代わりに、別家料としてかなりの高額の給金が約束された。京都二条の薬種商では半井萬紹商店がこの通勤制度を初めて実施した。